# Бор
Бор је градско насеље и седиште истоимене територијалне јединице у Србији. Административни је центар Борског управног округа у јужној и источној Србији. Према попису из 2022. било је 28.822 становника. Налази се у Тимочкој Крајини, у близини Борског језера.
Град је основан 1945. године, а само насеље негде око 1800. године. Плански је насељаван стручном радном снагом у време Југославије те је стога изузетно шароликог етничког састава. Бор је рударски и индустријски град са развијеном обојеном металургијом. Има један од највећих рудника бакра у Европи — РТБ Бор.

## Географија
У непосредној близини града су Брестовачке Бања, Борско језеро и планина Стол. У граду Бор је један од највећих рудника бакра у Европи. Бор има цивилни аеродром који тренутно нема активне комерцијалне летове.
Град Ниш је од Бора преко Зајечара и Књажевца удаљен 128  европским путем Е771, док је преко Параћина удаљен 192 km европским путевима Е761 и Е75. Београд је удаљен 272 km путем Е761 и Е75. Бор је удаљен око 30 km од Зајечара, 60 km од Неготина, око 60 km од Мајданпека и 120 km од Кладова. Најближи гранични прелази су Ђердап 1 - Гвоздена Капија код Кладова са Румунијом и Вршка Чука код Зајечара са Бугарском.

## Историја
У оквиру Римског царства, Бор је био у саставу провинције Горње Мезије, чији је главни град био Виминацијум (данашњи Костолац). Од четвртог до шестог века, град је био део Источно римског царства (Византије). Ова територија је затим променила много господара. Прво су је освојили Гепиди, а у њиховом поседу је остала до бугарског освајања. Затим је поново ушла у састав Византије, а потом и Краљевине Угарске.
Насеље Бор је настало уз рудник бакра који је 1903. године отворио Ђорђе Вајферт. Од тада Бор почиње нагло да се развија и расте. У периоду од 1933. до 1940. године Бор је добио ново насеље, Нова (Јужна) колонија, подигнута је болница и нова школа, а рудник је прерастао у један од највећих у Европи. Године 1931. имао је 4.749 становника. Статус града Бор је добио тек након Другог светског рата, 30. маја 1947. године када је имао 11.000 становника.
Овде се налази Народна библиотека Бор.
За проналажење борског рудишта су заслужни Феликс Хофман, Фрања Шистек и Ђорђе Вајферт. Хофман је крајем 1862. године почео тражити руде по источној Србији. После четрдесет година рада на рударству, успео је да пронађе борско рудиште. У борској цркви се налази фреска на којој се налазе три рудара у клечећем положају, који су творци рудника: Феликс Хофман (научни), Фрања Шистек (технички) и Ђорђе Вајферт (финансијски).

## Демографија
Према последњем попису из 2022. године у Бору је живело 28.822 становника што је за 5.338 мање (-15,63%) у односу на 2011. када је на попису било 34.160 становника. У насељу живи 23.821 пунолетних становника, а просечна старост становништва износи 43,46 година (41,93 код мушкараца и 44,89 код жена).
Према подацима пописа из 2002. у насељу има 14.044 домаћинства, а просечан број чланова по домаћинству је 2,80.
Ово насеље је углавном насељено Србима (према попису из 2002. године) али уз присуство великог броја нација и националних мањина.
|             | \| Демографија[5] \| Демографија[5] \| Демографија[5] \| \| Година \| Становника \| Становника \| \| -------------- \| -------------- \| -------------- \| \| 1948. \| 11.103 \| \| \| 1953. \| 14.533 \| \| \| 1961. \| 18.816 \| \| \| 1971. \| 29.418 \| \| \| 1981. \| 35.591 \| \| \| 1991. \| 40.668 \| 40.391 \| \| 2002. \| 39.387 \| 40.342 \| \| 2011. \| 34.160 \| \| \| 2022. \| 28.822 \| \| |            |
| Демографија | |            |
| Година      | Становника | Становника |
| 1948.       | 11.103 |            |
| 1953.       | 14.533 |            |
| 1961.       | 18.816 |            |
| 1971.       | 29.418 |            |
| 1981.       | 35.591 |            |
| 1991.       | 40.668 | 40.391     |
| 2002.       | 39.387 | 40.342     |
| 2011.       | 34.160 |            |
| 2022.       | 28.822 |            |

| Етнички састав према попису из 2002.‍ | Етнички састав према попису из 2002.‍ | Етнички састав према попису из 2002.‍ | Етнички састав према попису из 2002.‍ | Етнички састав према попису из 2002.‍ |
| ------------------------------------ | ------------------------------------ | ------------------------------------ | ------------------------------------ | ------------------------------------ |
|                                      |                                      |                                      |                                      |                                      |
| Срби                                 | Срби                                 |                                      | 32.785                               | 83,23%                               |
| Власи                                | Власи                                |                                      | 2.352                                | 5,97%                                |
| Роми                                 | Роми                                 |                                      | 1.216                                | 3,08%                                |
| Македонци                            | Македонци                            |                                      | 507                                  | 1,28%                                |
| Југословени                          | Југословени                          |                                      | 251                                  | 0,63%                                |
| Црногорци                            | Црногорци                            |                                      | 192                                  | 0,48%                                |
| Албанци                              | Албанци                              |                                      | 105                                  | 0,26%                                |
| Хрвати                               | Хрвати                               |                                      | 86                                   | 0,21%                                |
| Бугари                               | Бугари                               |                                      | 62                                   | 0,15%                                |
| Словенци                             | Словенци                             |                                      | 51                                   | 0,12%                                |
| Румуни                               | Румуни                               |                                      | 47                                   | 0,11%                                |
| Муслимани                            | Муслимани                            |                                      | 37                                   | 0,09%                                |
| Мађари                               | Мађари                               |                                      | 24                                   | 0,06%                                |
| Немци                                | Немци                                |                                      | 23                                   | 0,05%                                |
| Бошњаци                              | Бошњаци                              |                                      | 16                                   | 0,04%                                |
| Руси                                 | Руси                                 |                                      | 15                                   | 0,03%                                |
| Словаци                              | Словаци                              |                                      | 3                                    | 0,00%                                |
| Горанци                              | Горанци                              |                                      | 3                                    | 0,00%                                |
| Чеси                                 | Чеси                                 |                                      | 2                                    | 0,00%                                |
| Украјинци                            | Украјинци                            |                                      | 2                                    | 0,00%                                |
| Русини                               | Русини                               |                                      | 1                                    | 0,00%                                |
| непознато                            | непознато                            |                                      | 430                                  | 1,09%                                |

| \| \| м \| \| \| ж \| \| ? \| 80 \| \| \| 75 \| \| 80+ \| 121 \| \| \| 209 \| \| 75—79 \| 263 \| \| \| 403 \| \| 70—74 \| 625 \| \| \| 732 \| \| 65—69 \| 832 \| \| \| 956 \| \| 60—64 \| 865 \| \| \| 1.022 \| \| 55—59 \| 1.055 \| \| \| 1.053 \| \| 50—54 \| 1.706 \| \| \| 1.748 \| \| 45—49 \| 1.707 \| \| \| 1.758 \| \| 40—44 \| 1.718 \| \| \| 1.644 \| \| 35—39 \| 1.369 \| \| \| 1.499 \| \| 30—34 \| 1.276 \| \| \| 1.396 \| \| 25—29 \| 1.383 \| \| \| 1.396 \| \| 20—24 \| 1.398 \| \| \| 1.415 \| \| 15—19 \| 1.522 \| \| \| 1.401 \| \| 10—14 \| 1.409 \| \| \| 1.205 \| \| 5—9 \| 1.193 \| \| \| 1.082 \| \| 0—4 \| 955 \| \| \| 916 \| \| Просек : \| 36,5 \| \| \| 38,2 \| |       |  |  |       |
| |       |  |  |       |
| | м     |  |  | ж     |
| ? | 80    |  |  | 75    |
| 80+ | 121   |  |  | 209   |
| 75—79 | 263   |  |  | 403   |
| 70—74 | 625   |  |  | 732   |
| 65—69 | 832   |  |  | 956   |
| 60—64 | 865   |  |  | 1.022 |
| 55—59 | 1.055 |  |  | 1.053 |
| 50—54 | 1.706 |  |  | 1.748 |
| 45—49 | 1.707 |  |  | 1.758 |
| 40—44 | 1.718 |  |  | 1.644 |
| 35—39 | 1.369 |  |  | 1.499 |
| 30—34 | 1.276 |  |  | 1.396 |
| 25—29 | 1.383 |  |  | 1.396 |
| 20—24 | 1.398 |  |  | 1.415 |
| 15—19 | 1.522 |  |  | 1.401 |
| 10—14 | 1.409 |  |  | 1.205 |
| 5—9 | 1.193 |  |  | 1.082 |
| 0—4 | 955   |  |  | 916   |
| Просек : | 36,5  |  |  | 38,2  |

| Година пописа     | 1948. | 1953. | 1961. | 1971.  | 1981.  | 1991.  | 2002.  |
| ----------------- | ----- | ----- | ----- | ------ | ------ | ------ | ------ |
| Број домаћинстава | 5.225 | 5.902 | 6.956 | 10.277 | 11.361 | 13.392 | 14.044 |

| Број чланова      | 1     | 2     | 3     | 4     | 5   | 6   | 7  | 8  | 9  | 10 и више | Просек |
| ----------------- | ----- | ----- | ----- | ----- | --- | --- | -- | -- | -- | --------- | ------ |
| Број домаћинстава | 2.863 | 3.412 | 3.158 | 3.414 | 808 | 269 | 81 | 21 | 12 | 6         | 2,80   |

| Пол    | Укупно | Неожењен/Неудата | Ожењен/Удата | Удовац/Удовица | Разведен/Разведена | Непознато |
| ------ | ------ | ---------------- | ------------ | -------------- | ------------------ | --------- |
| Мушки  | 15.920 | 4.912            | 9.631        | 580            | 701                | 96        |
| Женски | 16.707 | 3.721            | 9.629        | 2.078          | 1.217              | 62        |
| УКУПНО | 32.627 | 8.633            | 19.260       | 2.658          | 1.918              | 158       |

| Пол    | Укупно                    | Пољопривреда, лов и шумарство | Рибарство                            | Вађење руде и камена | Прерађивачка индустрија       |
| ------ | ------------------------- | ----------------------------- | ------------------------------------ | -------------------- | ----------------------------- |
| Мушки  | 8.746                     | 51                            | 1                                    | 2.068                | 3.319                         |
| Женски | 6.688                     | 41                            | 0                                    | 525                  | 1.843                         |
| Укупно | 15.434                    | 92                            | 1                                    | 2.593                | 5.162                         |
|        |                           |                               |                                      |                      |                               |
| Пол    | Производња и снабдевање   | Грађевинарство                | Трговина                             | Хотели и ресторани   | Саобраћај, складиштење и везе |
| Мушки  | 320                       | 225                           | 472                                  | 82                   | 497                           |
| Женски | 90                        | 64                            | 878                                  | 370                  | 216                           |
| Укупно | 410                       | 289                           | 1.350                                | 452                  | 713                           |
|        |                           |                               |                                      |                      |                               |
| Пол    | Финансијско посредовање   | Некретнине                    | Државна управа и одбрана             | Образовање           | Здравствени и социјални рад   |
| Мушки  | 74                        | 468                           | 293                                  | 195                  | 190                           |
| Женски | 200                       | 441                           | 304                                  | 471                  | 859                           |
| Укупно | 274                       | 909                           | 597                                  | 666                  | 1.049                         |
|        |                           |                               |                                      |                      |                               |
| Пол    | Остале услужне активности | Приватна домаћинства          | Екстериторијалне организације и тела | Непознато            | Непознато                     |
| Мушки  | 154                       | 1                             | 0                                    | 336                  | 336                           |
| Женски | 218                       | 1                             | 0                                    | 167                  | 167                           |
| Укупно | 372                       | 2                             | 0                                    | 503                  | 503                           |

## Привреда
Године 1902. у Бору је пронађен рудни минерал ковелин, богат бакром. Откривање и даље истраживање лежишта финансирао је Ђорђе Вајферт, захваљујући коме се рудник убрзо почео развијати.
Привреда Бора и околине се од оснивања града базирала на рударству и преради обојених метала. Концепт привреде тадашње СФРЈ да се улаже у металску и прерађивачку индустрију оставио је трајни печат на град Бор и источну Србију. Изграђена је топионица капацитета од 140 хиљада тона бакра годишње, подигнута снажна флотација, а потом су уследила опсежна улагања у инфраструктуру: акумулација вештачког језера за потребе рударства и туризма и пратеће привредне гране. Прилив радне снаге је био обиман, па се број становника стално повећавао. Рударско топионичарски басен Бор (РТБ Бор) је достигао у једном моменту 22 хиљаде запослених. Економски врхунац града је био осамдесетих година 20. века када је постао концерн који је имао своја представништва у Немачкој и Сједињеним Америчким Државама. Деведесетих година 20. века, са распадом СФР Југославије, комбинат бакра долази у тешку економску ситуацију у којој се налази до 2010. године. Између 2000. и 2010. године, РТБ Бор је обилато помаган од субвенцијама и другим олакшицама због великог значаја за читав регион. У истом периоду, држава је покушала у два наврата да приватизује концерн и нађе партнера који би инвестирао у даљи напредак производње. Геолошка истраживања су потврдила да у околини Бора има богатих лежишта бакра и других метала што отвара могућности за привредни раст не само овог краја него читаве Србије. Рударско-топионичарски басен Бор је крајем 2018. године званично прешао у руке већинског власника "Зиђина" из Кине

### Лежиште бакра
Лежиште бакра у Бору је једно од највећих, како балканских, тако и европских лежишта бакра. Од 1902. па све до 1959. године, из овог лежишта откопано је преко 30 милиона тона руде и добијено 1,05 милиона тона бакра. Бор је данас једини рудник бакра који је остао активан у бившој Југославији, са годишњом производњом од око 2 милиона тона руде, односно око 30.000 тона бакра. Осим бакра, из овог лежишта се добија у просеку око 800кг злата годишње.

## Економија

### Бор у периоду транзиције
Некада су у граду пословале различите фабрике, самостално или у оквиру РТБ Бор групе, попут:
- Фабрика соли (РТБ) - затворено
- Фабрика филмова - затворено
- Фабрика фолије - затворено
- Фабрика упаљача - затворено
- Фабрика вентила - затворено
- Фабрика дијамандских глава за бушилице (РТБ)- затворено
- Фабрика дрвне индустрије "Јединство" - затворено
- Центроисток АД Бор - предузеће сведено на привредни минимум
- Фабрика опреме и делова ФОИД (РТБ) - приватизовано
- Фабрика кварцног песка "Пешчар" (РТБ) - приватизовано
- Лак жица (РТБ) - приватизовано
- Борпревоз - затворено
- Предузеће за високу и ниску градњу "Слога Бор" - затвроено
- Рударско топионичарски басен Бор "РТБ Бор" - приватизовано Зи-јин мајнинг

Поред ових, у Бору је пословало још привредних друштава која су у периоду транзиције угушена у приватизацији. Међутим, проблем код стечајних проступака је био у томе што се сви стечаји могу сматрати неопходним. Обзиром да је земља била под санкцијама и у ратном стању целокупну претходну децениjу од 1991-1999. године а у економској кризи и пре тога од 1980-1991, није се улагало у опрему и кадар у овим предузећима чиме су она након 2000. године и по окончању санкција, те изласком на међународно тржиште изгубила сваку трку са конкуренцијом која је претходних двадесет година улагала у опрему и знање. Примера ради, неки послови су се још увек радили мануелно, или на машинама које су биле и по педесед година старе, док су се у свету у фабрикама већ појавили роботи који су могли да врше финије обраде. Такође, многа предузећа су уместо у опрему и кадрове улагала у разне некретнине, попут одмаралишта, зграде и станове, прославе, донације спортским клубовима итд. чиме су расипала новац уместо да инвестирају у опрему. Стечајни управници су имали задатак да продајући ту имовину и решавајући се вишка запослених доведу предузећа на позитиван салдо и стекну капитал за нове инвестиције, мада се то није десило, и предузећа су већински уласком у стечај убрзо завршавала у ликвидацији.

### Привреда данас
Како у Бору је велики број привредних активности присутан, и то у доминантно у домену рударства, у градску касу се сваке године сливају све већи приходи. Тако је за 2023. годину буџет града Бора био 6.4 милијарди динара док у 2024. градска управа најавила је још већи буџет од 7.8 милијарди динара.
| Град    | Број становника | Буџет(дин)      | Буџет по становнику(РСД) | Буџет по становнику(ЕУР) | година |
| ------- | --------------- | --------------- | ------------------------ | ------------------------ | ------ |
| Бор     | 40.845          | 6.400.000.000   | 156.689,925              | 1336,67                  | 2023   |
| Зајечар | 48.621          | 1.990.000.000   | 40.928,81677             | 349,15                   | 2023   |
| Ниш     | 249.501         | 13.307.000.000  | 53.334,45557             | 454,97                   | 2023   |
| Београд | 1.681.405       | 205.500.000.000 | 122.219,21548            | 1042,61                  | 2023   |

Привреда је искључиво окренута рударству и не постоје развијене пратеће гране попут елеткронске, машинске, хемијске или ИТ индустрије које се могу лако надовезати на сектор рударства обојених метала. Тако да без обзира на добре економске параметре, Бор је у последњој деценији напустило скоро 7000 људи.
До недавно град није поседовао ни један комерцијални шопинг центар, тако да су грађани за те потребе морали да одлазе до Зајечара, Ниша, Крагујевца и Београда. Међутим то се променило и Бор добија прву шопинг зону 2023. године.

### Просечна плата
Бор је други град у Републици Србији, одмах иза Београда, по просечној плати. Просечна плата 2023. године била је 100.855 динара, односно око 840 евра.  Тај просек највише вуку плате запослених у компанији Зијин Мајнинг и Зијин Копер које у просеку износе 120.000 динара, као и запослени у јавном сектору. Што се тиче приватног сектора, он је неразвијен и углавном се односи на рад у трговниским ланцима, угоститељским објектима и локалима игре на срећу, где су плате углавном на минималцу. Сива економија је веома присутна код приватних предузетника, који углавном своје раднике пријављују на минималну зараду док се нека врста додатка прима накнадно ван рачуна. 
Напомена : Окрузи обојени љубичастом бојом на мапи имали су просечну бруто месечну плату у јануару 2022. године од 1000 евра и више, плавом у распону од 999 до 850 евра, наранџастом у распону од 849 до 800 евра, а црвеном – испод 800 евра.

## Саобраћај
Бор се не налази ни на једној од важних националних или међунароних путних праваца, међутим због његовог значаја кроз града или у његовој околини се налазе развијени системи саобраћане комуникације.

### Друмски саобраћај
Град има солидну мрежу градских улица и путева. Од значајнијих регионалних путева се ту се пролази пут Бор-Зајечар преко Николичева. Такође Бор се налази на путу од Зајечар-Мајданпек који даље иде ка Пожаревцу. Бор је код насеља Селиште повезан на магистралу Параћин-Зајечар, Зајечар-Неготин-Кладово-лука Прахово, и Зајечар-Књажевац-Ниш.
У граду су постојале две аутобске станице, од којих је тренутно у функцији само једна, локалног превозника Бортравел. Бортравел такође руководи и грандским, приградским и радничким превозом, што Бор чини јединим градом у Источној Србији са системом јваног градског саобраћаја.
У плану је да до Бора буде изграђен ауто-пут Вожд Карађорђе.

### Железнички саобраћај
Бор се налази на пружном коридору Зајечар-Бор-Мајданпек-Пожаревац-Београд. Који је за путнички саобраћај функционише само од Зајечара до Мајданпека. Железница је у лошем стању и представља најзапуштенији део Инфраструктуре железнице Србије. Бор је међу последњим градовима који имају индустриску железницу у склопу рудника, са сопственим системом локомотива и возова.
Поред овог правца, преко Зајечара је повезан и пругом до Ниша, а од Вражогрнца и пругом до луке Прахово на Дунаву. Ова пруга има велики значај због трговине бакром преко луке и индустрије ђубрива у Прахову која се снабдева сумпорном киселином из Бора.
У граду постоје две желничке станице:
- Железничка станица Бор
- Бор Теретна

Железничка станица Бор, је ван функције и без и једног запоследног. Архидектонски спада у ред најмодернијих станица Србији, чији су путници могли надземним пасажима да дођу на један од три перона. Станица је 23.07.2023. године била захваћена пожаром, чиме је додатно уништена. Данас је напуштена и нема ни једног запосленог, тиме је стављена ван фукнције. Након несреће у Новом Саду, када је настрешница пала и усмртила 15 особа, прва станица у Србији која је службено затворена због безбедности је Железничка станица у Бору. Том одлуком, су грађани приморани да уместо на путничку станицу, у воз улазе на теретној. Не постоје најаве де ће путничка станица икада бити реконструисана и пуштена у саобраћај.

### Авио саобраћај
У околини Бора, налази се и Аеродром Бор, који је мањи аеродром са бетонском пистом и контролним торњем. Аеродром је коришћен искључиво за чартер летове и спортске авионе и манифестације. Аеродром Бор је под управом Аердороми Србије. Град Бор води преговоре са кинеском компанијом Зиђин, коју занима рудно лежиште испод аердрома, да исти измести и изгради нови.

## Месне заједнице
Градско насеље Бор чини 12 месних заједница:
- Месна заједница Брезоник (Козарачка улица 3)
- Месна заједница Север (улица Војске Југославије 19)
- Месна заједница Стари центар (улица Божина Јовановића 3)
- Месна заједница Старо Селиште (улица Албанске Споменице 13)
- Месна заједница Ново Селиште (улица Његошева 5а)
- Месна заједница Бакар (улица Моша Пијаде 76а)
- Месна заједница Рудар (улица Моша Пијаде 76)
- Месна заједница Младост (улица Црновршке бригаде 2)
- Месна заједница Напредак (улица Црновршке бригаде 36)
- Месна заједница Металург (улица Љубе Нешића 23)
- Месна заједница Нови центар (улица Добривоја Радосављевића Бобија 15)
- Месна заједница Слога (улица Ђорђа Симеоновића 2)

## Образовање и наука

### Образовање
У Бору постоји више основних и средњих школа, основна музичка школа и факултет.
Основне школе:
- Основна школа „Вук Караџић"
- Основна школа „Свети Сава"
- Основна школа „Бранко Радичевић"
- Основна школа „Душан Радовић“ (раније "9. Српска ударна бригада")
- Основна школа "3. октобар"
- Основна музичка школа „Миодраг Васиљевић"

Основна и средња школа"
- Школа за основно и средње образовање „Видовдан”

Средње школе:
- Гимназија „Бора Станковић"
- Машинско-електротехничка школа
- Економско-трговинска школа
- Техничка школа
- Академија „Доситеј" - Медицинска школа (истурено одељење)

Факултет у Бору припада Београдском Универзитету:
- Технички факултет у Бору

### Наука
Отварањем Техничког факултета, Бор постаје студентски град, у који долази све већи број студената  и истраживача.
Поред факултета у Бору постоји :
- Институт за рударство и металургију Бор[21]

У институту активно ради преко 180 запослених, међу којима има и доктора наука, и техничара.

## Спорт
- КК Бор
- ФК Бор
- Мушки рукометни клуб Бор
- ЖОРК Бор ZIJIN COPPER[22]
- ФК Мали Бор
- Карате клуб Бор
- Џудо клуб Бор
- Кик Бокс клуб Бор
- Ватерполо клуб Бор
- Стонотениски клуб БорСпортски центар "Бобана Момчиловић Величковић" Бор

## Култура и уметност
Бор је иако мали град, у почетним тренуцима свог развоја изузетно полагао на култури. Тако у граду који данас једва прелази 40.000 становника постоји велики број културних установа које су имале за циљ да рударску колонију претворе у град. Ове институције су имале за циљ да од Бора и Борана направе функционалну заједницу, што је био изузетно захтеван посао обзиром да у граду постоји преко 20 националности и свака од њих носи своје културно наслеђе. Управљати културом у Бору, је због велике хетерогености становништва више личило на велике светске метрополе него на мале градове. Требало је направити нешто што је по свачијем укусу, а да притом сви имају различите укусе. У граду постоји велика заједница православаца, католика и муслимана, па самим тим поред три вере и ту живи још пуно нација.
Институције културе данас у граду:
- Музеј рударства и металуригје Бор
- Народна библиотека Бор
- Историјски архив Неготин, одељење у Бору
- Галерија "Бакар"
- Основна музичка школа „Миодраг Васиљевић"
- Основна балеткса школа "Лујо Давичо" Бор
- Борско позориште
- Биоскоп "Звезда"
- Центар за културу Бор

Организације младих:
- Одред извиђача "Радомир Јовановић Чоче"
- Млади истраживачи
- Институт за омладински активизам и различитости
- Тебризам

Посвећеност града култури се видела на свком кораку, град је препун уметничких експоната, од скулптура, инсталација, индустријских експоната машина и камиона и сл. Паркови у граду су правњени смишљено и наменски, тако да су за зваки парк или зелену површину прваљене скулптуре и споменици углавном од бронзе. Бор је међу првим и јединим градовима који је имао и свој парк музеј, који са једне стране грли Дом културе у Бору.
Бор је постао последњих годин препознатљив по својим сликарским колонијама које се све чешће организују у овом граду и његовој околини попут Борског језера, Брестовачке бање и слично. Оно што истиче овај град јесте сплед предивне природе и тоталног инстустрији суровог пустила.Тај контакт густих шума, планинских потока са јаловином, или потпуно мртвом Борском реком, дубоким Борским копом, остављају велики утисак на људе и што инспирише и уметнике који долазе.

### Однос према култури данас

#### Пропадање споменика

##### Споменик српским и француским војницима 1912—1918
Први споменик Борани добијају након Првог светског рата. Иницијативу за споменик палим српским и француским борцима, покренуо је свештеник Андреја Ђоrђевић, који је тражио од борске општине новца за споменик. Како општину то није занимало, он је молбу упутио Француском друштву борских рудника, које је обзедило средства за споменик. Деценију касније споменик је требало обновити јер је спала боја са имена страдалих и он поново упућује молбу општини коју, као и раније спомених не занима те након тога одлази опет код француза који финансирају рестаурацију споменика.
Готово век касније, споменик се налази у истом проблему. Имена на њему су избледела а споменик и његова околина запуштени. Без обзира на велики буџет који град поседује, у управи града се већ деценију лоше води сектор културе, и из године у годину наслеђују се исти проблеми.

##### Споменик жртвама холокауста и жртава нацизма у Борском логору
Систем радних логора у Бору представља најзначајнији комплекс таквих логора на Балкану. Један од најзапаженијих локалитета је Ново гробље, на којем се налази масовна гробница са остацима погинулих и страдалих представника различитих етничких заједница, укључујући Србе, Јевреје, Мађаре, Валахе, Русе и друге. На жалост, гробница је потпуно запуштена, а у њеној близини налази се споменик жртвама холокауста, који је прекривен травом и ниским растинјем.
Други значајан споменик се налази у оквиру рудника у Бору, али је занемарен и заборављен, тако да га већина грађана не посећује или није свесна његовог постојања. Иако Музеј рударства и металургије у Бору чува мању колекцију предмета повезаних са Борским логором, ова институција није у потпуности ангажована у одржавању и обнови споменика.
Забележено је да Бор не улаже значајне напоре у одржавање културе сећања на жртве, иако је историја логора битан део колективне прошлости овог града. Не постоје трибине, образовни програми или активности у борским школама које би образовале грађане о овом трагичном делу историје. Овакав однос према историјским споменицима и културном наслеђу представља изазов за заштиту и сачување памћења о жртвама система радних логора у Бору,из тог разлога у јавност у Србији јако мало зна о овом логору.

#### Нестанак јавног градског културног блага
Испред Дома културе у Бору, током година, било је изложено различитих бронзаних скулптура које су данас премештене испред улаза у музеј. Ове изванредне уметничке творбе биле су премештене након што је једна од њих незаконито украдена током ноћи са централног градског трга. Забележено је да је велики број градских скулптура недостајао или је био украден у последњим деценијама, и то са јавних локација.
Борани се још сећају несталих скулптура као што је "Певац" или две бисте која су красиле трећи километар код великог градског сата у парку. На жалост, одговорни за ове крађе никада нису идентификовани, иако су скулптуре биле постављене на централним градским локацијама. Овај недостатак скулптура представља не само губитак за културно наслеђе Бора, већ и изазов за културне организације и управу града да заштите и одрже јавну уметничку баштину.

### Нови талас урбанизма и градског уређења
Како се већ деценијама не води рачуна од културним објекти у Бору отпочиње улагање на разне пројекте из области урбанизма и уређења јавног простора, тако је испред Дома културе у последњих деценију и по, на крову Дома културе подигнута је инсталација "Феникс" који се окреће и светли и симболизира град који се диже из пепела. У Бору последњих година је поново почело са радом и позориште које нема сталну групу већ угошћује путујућа позоришта из других градова, што побољшава свеобухватну клутруну слику града. 
Поред тога овај талас градског уређења прате и издвајања за новогодишњу расвету и градску уличну деокрацију која не укључује скулптуре као некада већ пратећи трендове свих градова и Бор добија знак са натписом имена града "Волим Бор". Овај тренд говори о потреби за одговорним и усмереним управљањем културним и јавним просторима у Бору.

## Побратимљени градови
- Бар
- Ле Крезо
- Хмељницки
- Китве
- Враца

## Познати Борани
- Ђорђе Андрејевић Кун (1904—1964), сликар и графичар
- Иван Гвозденовић (1978), фудбалски тренер и бивши фудбалер
- Бобана Момчиловић Величковић (1990—2020), стрелкиња, европска шампионка
- Александар Миљковић (1990), фудбалер
- Никола Трујић (1992), фудбалер
- Teya Dora (1992), српска певачица и композиторка, представница Србије на Песми Евровизије

## Галерија
- Омладински парк и споменик Васи Дрецуну
- Васо Дрецун
- Знак "Срце БОР"
- Споменик логорашима у борских логора - налази се у склопу рудника, код улазног окна јаме.
- Стрељање партизана Крајинског, Мајданпечког и Позаревачког партизанског одреда 29. и 30.10.1941. У позадини се види зграда Соколског дома у Бору, данас трг Ослобођења испред робне куће